# Chrysostomos Kalafatis
Chrysostomos Kalafatis (řecky Χρυσόστομος Καλαφάτης, známý i jako Chrysostom ze Smyrny; 1867 Triglia v Malé Asi - 9. září 1922 Smyrna) byl řecký pravoslavný arcibiskup turecké metropolie Izmir (Smyrna). Byl zavražděn během genocidy křesťanů v Turecku a je v pravoslaví uctíván jako mučedník.

## Život
Chrysostomos byl v roce 1902 jmenován patriarchou Joachimem III. Konstantinopolským biskupem Dramy. Tento biskupský stolec se nacházel ve východní Makedonii, části tehdejší Osmanské říše obývané převážně Řeky.
Jeho nasazení pro řecké zájmy vedlo k vyhnání tureckými úřady v roce 1907. V roce 1910 ho patriarcha poslal jako biskupa do Izmiru . Chrysostomos znovu silně podporoval převážně řecké obyvatelstvo, zejména lidi, kteří uprchli před pronásledováním z Anatolie. V roce 1914 byl proto znovu vypovězen do Istanbulu.
Po skončení první světové války byl Izmir v důsledku smlouvy ze Sèvres obsazen řeckými vojsky a Chrysostomos se v roce 1919 vrátil do Izmiru jako biskup. Po dobytí Izmiru kemalistickými jednotkami v roce 1922 byl arcibiskup Chrysostomos na příkaz Nureddina Paši lynčován tureckým davem.
O jeho vraždě promluvil před francouzským parlamentem v říjnu 1922 francouzský poslanec Eduard Joulie: „Odvedli arcibiskupa k holičskému krámku a ostříhali mu vousy a vlasy. Pak ho ubodali, uřízli mu nos a vydloubli oči. Naši námořníci se na to museli zoufale dívat a nemohli nic dělat. Velící důstojník jim vyhrožoval, že je zastřelí, pokud zasáhnou. Tělo pak odnesli do turecké čtvrti, kde ho nechali na pospas psům.“
Chrysostomos předtím odmítl opustit město navzdory hrozícímu dobytí Izmiru Turky, protože jako arcibiskup považoval za svou povinnost podporovat svou komunitu v těžké době.
Nyní je Chrysostomos uctíván jako svatý a mučedník v pravoslaví poté, co jej řecká církev 14. listopadu 1992 svatořečila. Jeho svátek se slaví v neděli před svátkem Povýšení kříže.